# Appu és két fia
Az Appu és két fia (vagy Appu-meséje) címen ismert dokumentum hettita elbeszélés. Központi motívuma máshonnan is jól ismert alapvető konfliktushelyzet, a gyermektelen házaspár. Másik fontos összetevője a két testvér ellentétének ábrázolása és az istenek beavatkozása az egyik fél érdekében. Az i. e. 17. század körül jegyezték le. A hettita szövegek katalógusa (CTH) a 360-as számon tartalmazza. Huszonöt töredéke ismert, a szöveg elejének nagy része érthetően összeállítható, bár vannak olvashatatlan részek benne. Az 1970-es évekig a történet befejezése ismeretlen volt a nagyközönség számára. Döntő többségük a hattuszaszi Nagytemplom ásatása alkalmával került elő. Elsőként a 360.1A számút 1906-ban, Hugo Winckler ásatásai során találták. Forráskiadásaik a KBo és KUB sorozatokban voltak, a legteljesebb feldolgozás, szövegközlés és fordítás a Studien zu den Bogazkoy-Texten (StBoT) 14. számában található.

## Tartalma
Lulluva (URUlulluwa=i̯a=šš, vagy URUlu-ul-lu-wa-ya-aš (𒌷𒇻𒌌𒇻𒉿𒄿𒀀𒀸) a Zagroszban) országában, annak Szudul (URUšu-du-ul-um-ni-iš) nevű városában élt Appu (map/b-p/bu(-uš) 𒁹𒀊𒁍𒍑). Ez az ország Mezopotámia kapuja a Felső-Tengerre, azaz a Földközi-tengerhez, így a tengeri kereskedelem központja. A vagyon korabeli formái, a szarvasmarha, a juh, ezüst, arany és lapis lazuli gyűlt itt egy helyre. Appu gazdag volt, de gyermektelen, ezért boldogtalanságban élt. A gyermektelenség okát is megadja a mese, hiszen azt mondja, Appu és felesége „ruhában és csizmában alszanak egymás mellett”, ami arra utal, hogy szexuális életük egyáltalán nem volt.
Egy reggel Appu felkelt, magához vett egy fehér bárányt, és elment a Napisten templomába, akit egy későbbi részletben Szippar napistenének nevez a szöveg (aki tehát a sumer Utu vagy az akkád Samas). A Napisten letekintett az égből, meghallgatta Apput. Appu elpanaszolta, hogy vannak szarvasmarhái, juhai, drágaságai, de nincsen gyermeke. A Napisten azt tanácsolta neki, hogy menjen haza, igyon és aludjon, alvás után pedig legyen együtt a feleségével. És akkor kap egy isteni fiút. Appu hazatért, a Napisten az égben összetalálkozott a Viharistennel. A Viharisten szintén panaszkodott a Napnak, hogy őt már kevéssé tisztelik az emberek. Dühösen beszélt, és húgához, a ninivei Istárhoz hasonlította magát, aki Ninivében (URUni-nu-u̯a) megbecsült királynő, nem gúnyolják, kenyeret, húst és sört áldoznak neki.
A Napisten meghallgatta a Viharistent is, de az átkozódása miatt végül otthagyta. Ekkor a Viharisten látogatta meg Appu feleségét és tízszer hált vele együtt. Az asszony tíz hónap múlva fiút szült, aki a „Rossz” („Gonosz”) nevet kapta (𒁹𒅆𒌨𒇻 átírása bizonytalan: mḪUL-lu, mši-lik-lu, mši-UR-lu, mli-lik-lu, mše20-lik-lu, hettita kiejtésben Ḫullu, Šiliklu, esetleg Idalu). A névben a 𒅆𒌨 jelcsoport egy ligatúra, amely a sumer IGI és ḪUL ideogrammák összetétele és együtt jelentik a gonosz szót.
Újabb tíz hónap múlva még egy fia született, ezúttal a Napistentől, ennek az „Igaz” nevet adták (𒁹𒃻𒋛𒁲𒀭 mNIG2.SI×SÁ-an, mša2-ši/e2-d/te/ti4-an, hettita ejtése Šašiti, esetleg Ḫandanza). A NIG2 (NINDA) jelentése kenyér, a SI pedig szarv, e kettő ligatúrája a jó dolgokra vonatkozó jelző. Az an jel az isteni származásra, isteni tulajdonságra utal.
Appu fiai gazdagságban nőttek fel, de „Rossz” saját részt akart a vagyonból, kikérte a részét. Mikor a szülők elmentek (és/vagy meghaltak?), a vagyon felosztásakor az „Igaz” nevű rosszul járt: gyakorlatilag csak egy sovány tehenet kapott az ekéje mellé. A Napisten azonban megnyugtatta a fiút, hogy a tehénnel jobban járt, mint a testvér az ökörrel. Így is lett, a tehén tíz hónap múlva bikaborjút hozott a világra, amelyik felnövekedvén elbírta az ekét. Az első tábla itt véget ér, és a történet innen homályos, többféleképpen értelmezhető.
Ahogy a bikaborjú felnőtt és már ekét húzott, „Gonosz” megirigyelte „Igaz” szerencséjét, és részét követelte a bikából is, hiszen az apjuk vagyonából fele-fele illette meg őket. „Igaz” magához vett egy fehér bárányt, és elment a Napistenhez. Elpanaszolta, hogy atyja házában „Gonosz” bátyja az osztozkodásnál egy rossz tehenet adott neki, aki bikaborjút szült, és amikor a bikaborjúból ökör lett, abból is követeli a részét, sőt elhajtotta az ökröt a saját házába. A Napisten ezután elment „Igaz” testvérrel „Gonosz” házába. Megkérték, vagy adja vissza az ökröt, vagy menjen velük Szipparba.
Gonosz megvendégelte őket, kenyérrel, hússal és sörrel kínálva őket, de az ökröt nem adta vissza. Szipparban a Napisten bírósága előtt jártak, Ninivében Istárral beszéltek, végül „Gonosz” visszatért Lulluva ország Szudul városába. A Napisten átokkal sújtotta „Gonosz” földjét, ezért Lullu növényei elhervadtak. A Napisten gondoskodik az igazakról, míg a gonosz felfordul, mint egy öreg fa.
A Napisten és a tehenek kapcsolata más hettita motívumokkal együtt az Odüsszeiában is megjelenik. A „tékozló fiú” motívuma egészen általánossá vált az európai mesekészletben.